# Ông trời nói dối
Ông trời nói dối (Nhật: 神様がうそをつく。 Hepburn: Kamisama ga uso wo tsuku.) là một seinen manga Nhật Bản do nữ họa sĩ Ozaki Kaori viết và minh họa. Manga được đăng từng số trên tạp chí Monthly Afternoon, sau đó được Kōdansha xuất bản thành một tập tankōbon vào ngày 20 tháng 9 năm 2013. Phiên bản tiếng Pháp được xuất bản bởi Delcourt trong bộ sưu tập mang tên "Delcourt-Tonkam Shonen" vào ngày 7 tháng 6 năm 2017. Tại Việt Nam, IPM đã phát hành manga dưới tựa đề tiếng Việt chính thức là Ông trời nói dối vào ngày 29 tháng 6 năm 2018.

## Truyền thông

### Manga
Manga đã được đăng từng số trên tạp chí manga Nhật Bản Monthly Afternoon của Kōdansha từ ngày 25 tháng 3 năm 2013 đến ngày 15 tháng 7 năm 2013. Kōdansha đã tổng hợp năm chương thành một tập tankōbon và xuất bản vào ngày 20 tháng 9 năm 2013. Tháng 7 năm 2015, Vertical Comics thông báo tại Otakon rằng đã được cấp phép bản quyền manga tại Bắc Mỹ, với một tập tankōbon phát hành vào ngày 19 tháng 4 năm 2016. Manga cũng được xuất bản tại Pháp bởi Delcourt, tại Việt Nam bởi IPM, tại Tây Ban Nha bởi Milky Way Ediciones, tại Ba Lan bởi Waneko, tại Nga bởi Istari Comics, tại Brasil bởi Panini Comics.

## Đón nhận
Eries Sakura của The Fandom Post nhận xét "các hình minh họa theo phong cách shōjo của Ozaki tổng thể vừa đủ nhưng các biểu lộ từ nhân vật lại truyền đạt một chiều sâu cảm xúc tuyệt vời" và "mặc dù phần lớn là tâm trạng u sầu, manga đưa đến phần kết với một ghi chú đầy hy vọng". Bradley Thompson Jason từ Otaku USA tìm thấy "một câu chuyện trưởng thành xuất sắc (không hoàn toàn là chuyện tình yêu)", tuy kịch bản còn đơn giản nhưng "nét vẽ và nhịp điệu tuyệt vời của Ozaki khiến nó mang cảm giác chân thực: những con đường rủ bóng hoàng hôn, những vườn cây um tùm và những bông hoa rơi. Một câu chuyện tuyệt vời với nét vẽ hoàn hảo theo phong cách không phải shōjo hay shōnen, đây là một trong những manga một tập tốt nhất của năm". Goramyshz của LiveLib.ru khen ngợi câu chuyện cảm động giống như bộ phim Кука (Kuka), và nghi ngờ rằng Ozaki Kaori đã rút ra bức chân dung tự họa của chính mình trong manga, đóng vai trò là mẹ của một cậu bé. Và nhân vật của cô đã thể hiện thông điệp chính của tác phẩm này "Ngay cả khi 'ông trời nói dối' nhưng lời nói dối này là để cứu rỗi..." Krystallina của Daiyamanga nhận xét đây là "một seinen manga phảng phất hương vị shōjo"; đồng thời ca ngợi "câu chuyện tinh tế mà không mơ hồ, dễ thương mà không bị xáo trộn, cảm động mà không hề phiền muộn". Byte Clay nhận thấy manga "mang đến nhiều tính kịch bên trong một câu chuyện ngắn, mà không hề mang cảm giác giống như nhịp độ bị vội vã... Bạn thích đọc Dáng hình thanh âm hay Vườn ngôn từ và bạn đang tìm kiếm một manga tuyệt vời khác để kể một câu chuyện nghiêm túc, thì "Ông trời nói dối" chắc chắn là một điều đáng xem xét". Luk từ Chuva de Nanquim cho rằng "nó có một câu chuyện sẽ làm bạn ngạc nhiên với chỉ một tập duy nhất và các nhân vật lôi cuốn theo một cách sâu sắc. Liao của Garotas Geeks khen ngợi "manga ly kỳ đến đáng kinh ngạc. Tính kịch mạnh mẽ, các chủ đề của câu chuyện tương đối nặng nề nhưng trên tất cả thì nó rất hiện thực: họ đối phó trực diện với các định kiến trong cuộc sống của những bà mẹ đơn thân, bỏ rơi trẻ em và cuối cùng là mối liên kết tinh tế hợp nhất giữa sự sống và cái chết. Finisgeekis nói rằng manga "gây ấn tượng sâu sắc - và đôi khi gây sốc - bởi vì nó cho chúng ta thấy khía cạnh của tuổi trẻ mà chúng ta biết có tồn tại, nhưng chúng ta lại sợ phải đối mặt". Silverman Rebecca của Anime News Network nhìn nhận manga là "cả một câu chuyện trưởng thành theo hướng mà cả hai nhân vật chính đều học được một số điều về thế giới và cuộc sống của họ trong đó, cũng là một câu chuyện về tình yêu chân thành". Wiseman Hattori từ BETONiarka nhận xét manga của Ozaki Kaori đưa ra "một khía cạnh xã hội thực sự khó khăn, trình bày nó mà không có một bộ lọc dịu dàng". Funa của Manga Kingdom (まんが王国) nhận xét "Đôi khi những vị chúa trời nói dối bởi vì họ ở đó. Đối với một người thân yêu, hãy nói dối nhẹ nhàng và ngọt ngào để không còn phải lo lắng. Thế giới được bao bọc trong một lời nói nhẹ nhàng như vậy thật đáng yêu". Excite cho rằng "Câu chuyện được vẽ hết sức mãnh liệt kể từ lúc còn dưới góc nhìn một đứa trẻ, nó dần biến thành một cảm giác xấu và một cảm giác kỳ lạ mà không thể khóc được khi muốn khóc. Tôi ước mình có thể khóc. Bởi tựa đề của nó là 'Ông trời nói dối". Carlson Johanna của Comics Worth Reading viết "cuốn manga không hề giúp thưởng thức theo hướng thoát ly hiện thực hay giải trí nhẹ nhàng", mà "làm cho bạn suy nghĩ và để lại cho bạn bất ổn"; đồng thời nhìn thấy "mối quan hệ của hai nhân vật giống như sự hỗ trợ, dựa vào nhau vì không có nơi nào khác để quay lại". Coquis Christophe từ Geek Junior phân tích "Tác giả Ozaki Kaori tiết lộ những bí mật của hai nhân vật chính và thảo luận về những chủ đề rất nặng nề dành cho hai thiếu niên: đám tang, thiếu thốn sự chăm sóc, sự khác biệt trong xã hội, bệnh tật và trầm cảm" mà "vẫn giữ được sự nhẹ nhàng thực sự cho câu chuyện và chia sẻ một triết lý cuộc sống đầy chủ nghĩa lạc quan - nơi sự chia sẻ cảm xúc và sự đồng cảm là trung tâm giữa những mối quan hệ con người".